# Marcel Risse
Marcel Risse (* 17. Dezember 1989 in Köln) ist ein ehemaliger deutscher Fußballspieler. Er spielte bevorzugt offensiv wie defensiv auf dem rechten Flügel. Risse spielte in der Bundesliga für Bayer 04 Leverkusen, den 1. FC Nürnberg, 1. FSV Mainz 05 und 1. FC Köln. Zuletzt ließ er seine Karriere beim Drittligisten FC Viktoria Köln ausklingen. Darüber hinaus war er Nachwuchsnationalspieler und wurde 2008 U19-Europameister.

## Karriere
Risse wuchs in Köln-Kalk auf und kam als Dreijähriger 1993 zum TuS Höhenhaus. Im Jahr 1996 entdeckten ihn Scouts von Bayer 04 Leverkusen, die ihn in die Bayer-Jugend holten. In der Saison 2007/08 war er Stammspieler in der U-19-Mannschaft und stand einige Male im Bundesligakader von Trainer Michael Skibbe. Im Mai 2008 gab er im Spiel gegen Hertha BSC sein Bundesligadebüt.
In der Winterpause der Saison 2008/09 wurde Risse gemeinsam mit Stefan Reinartz an den 1. FC Nürnberg verliehen. In der Rückrunde stand er dort bei seinen zwölf Einsätzen zwar nur dreimal in der Startelf und spielte nie über die volle Zeit, zeigte aber aufgrund seiner Schnelligkeit gute Qualitäten als Joker. Während Reinartz nach dem Bundesligaaufstieg wieder zurück nach Leverkusen ging, blieb Risse ein weiteres Jahr beim FCN. Anfangs kam er in der neuen Saison auch regelmäßig zum Einsatz und spielte zweimal über 90 Minuten, er konnte sich aber im Abstiegskampf zunächst nicht im Team behaupten. Erst nach dem Trainerwechsel von Michael Oenning zu Dieter Hecking zur Winterpause wurde er in der Rückrunde wieder öfter eingesetzt. Mit sechs Vorlagen in der Liga war er der erfolgreichste Vorbereiter der Nürnberger. Im Relegationshinspiel bereitete er den 1:0-Siegtreffer durch einen Freistoß vor.
Im Sommer 2010 kehrte Risse zunächst wieder in den Bundesligakader von Bayer 04 Leverkusen zurück. Zu Saisonbeginn 2010/11 wurde er für ein Jahr an den 1. FSV Mainz 05 ausgeliehen. Im Mai 2011 verpflichtete Mainz 05 ihn endgültig; er unterschrieb einen Dreijahresvertrag. Anfang November 2011 erlitt Risse eine Knochenstauchung im Knie, die sich als chronische Bone-Bruise-Verletzung herausstellte, wodurch er für den Rest der Spielzeit 2011/12 ausfiel.
Zur Saison 2013/14 wechselte Risse in die 2. Bundesliga zum 1. FC Köln. Nach einem Jahr stieg er mit dem Team in die Bundesliga auf. Im entscheidenden Heimspiel am 31. Spieltag schoss Risse beim 3:1-Sieg gegen den VfL Bochum das Tor zum 1:1. Seine beiden Freistoßtreffer in der zweiten Runde des DFB-Pokals 2016/17 und das Siegtor in der Nachspielzeit im Bundesligaspiele bei Borussia Mönchengladbach wurden zu den Toren der Monate Oktober und November 2016 gewählt. Für das Tor gegen Mönchengladbach erhielt er Anfang Februar 2017 zudem die Auszeichnung als Torschütze des Jahres 2016.
Dieses Tor wurde zum Jahreswechsel 2019/20 vom 1. FC Köln zum „Tor des Jahrzehnts“ ernannt.
Am 14. Spieltag der Saison 2016/17, beim Auswärtsspiel in Hoffenheim, riss er sich nach etwa 20 Spielminuten das Kreuzband und fiel für den Rest der Saison aus. Die Laufzeit seines Vertrages wurde im Januar 2017 bis zum Ende der Saison 2021/22 verlängert. Wegen einer Meniskusverletzung musste Risse in der Saison 2017/18 erneut eine längere Zwangspause einlegen. Im Februar 2019 verlor er seinen Stammplatz.
Für die Drittligasaison 2020/21 wurde Risse an den Kölner Stadtrivalen FC Viktoria verliehen. Er kam auf 29 Drittligaeinsätze (21-mal von Beginn), in denen er 4 Tore erzielte und gewann mit der Mannschaft den Mittelrheinpokal. Vor der Saison 2021/22 einigte sich Risse mit dem 1. FC Köln auf eine Vertragsauflösung und unterschrieb einen neuen Vertrag bei der Viktoria. Nach der Spielzeit 2022/23 beendete er, der mittlerweile Mannschaftskapitän der Viktoria war, seine Profikarriere.

## Erfolge
Bayer 04 Leverkusen
- Deutscher A-Junioren-Meister: 2007
- Deutscher A-Junioren-Pokalsieger: 2008

1. FC Nürnberg
- Aufstieg in die Bundesliga: 2009

1. FC Köln
- Meister der 2. Bundesliga und Aufstieg in die Bundesliga: 2014, 2019

FC Viktoria Köln
- Mittelrheinpokalsieger: 2021, 2022, 2023

Nationalmannschaft
- U19-Europameister: 2008

Auszeichnungen
- 3× Torschütze des Monats:
  - Oktober 2016[18]
  - November 2016[19]
  - Juli 2018[20]
- Torschütze des Jahres 2016[10]
- Verleihung der Fritz-Walter-Medaille in Bronze: 2008